# Junkers Ju 252
Die Ju 252 war ein dreimotoriges Passagier/Transportflugzeug des deutschen Herstellers Junkers Flugzeug- und Motorenwerke. Diese Maschine mit ihren drei Motoren in Tiefdeckerausführung war der designierte Nachfolger der Junkers Ju 52/3m, wobei die Passagierkapazität 32 Personen betrug. Insgesamt wurden nur 15 Stück gebaut. Da zu viele kriegswichtige Materialien verwendet wurden, brach man dieses Projekt ab und entwickelte die Junkers Ju 352.

## Geschichte
Die Ju 252 wurde ursprünglich als Transportflugzeug für sowohl zivile als auch militärische Zwecke konzipiert. Im Einsatz für die Luft Hansa sollte sie 21 bis 32 Passagiere befördern können, für die Wehrmacht war die Mitnahme von 35 Fallschirmjägern oder 50 vollausgerüsteten Soldaten sowie kleineren Fahrzeugen und Kanonen geplant. Als eines der ersten Flugzeuge ihrer Zeit wurde für die Ju 252 von vornherein eine Druckkabine für Flughöhen bis 8000 m vorgesehen. Der ursprünglich auf dem nicht gebauten Entwurfsflugzeug Junkers EF 77 basierende Entwurf wurde nach der Prototypphase nochmals vergrößert. Gemäß den Anforderungen des Krieges wurde eine größere Transportkapazität gefordert. Dies führte zu umfangreichen Umkonstruktionen, die zum Teil in den Letov-Werken in Prag ausgeführt wurden. 1940 wurde der Prototyp bei Junkers bestellt. Die ersten drei Maschinen Ju 252 V1-V3 wurden als Variante A-0 bezeichnet. Alle Maschinen dieses Typs wurden als Musterflugzeuge gebaut, eine echte Serienfertigung wurde nicht begonnen.
Da die Junkers Ju 52/3m ihren Zweck zu diesem Zeitpunkt noch recht gut erfüllte, wurde das Projekt mit niedriger Prioritätsstufe umgesetzt. Die erste Ju 252 war im Oktober 1941 fertig gestellt, der Erstflug fand am 5. Juni 1942 mit Hans-Joachim Matthies statt. Nach den Flugtests wurden vom RLM lediglich 25 Stück dieses Typs in Auftrag gegeben, die über eine Laderampe verfügten. Später wurde dieser Auftrag aus besagten Gründen auf zwölf Flugzeuge der Baureihe Ju 252 A-1 (V4–V15) gekürzt. Im Jahre 1944 befand sich eine Ju 252 im Bestand der IV. Gruppe des Transportgeschwaders 4.

## Technische Daten

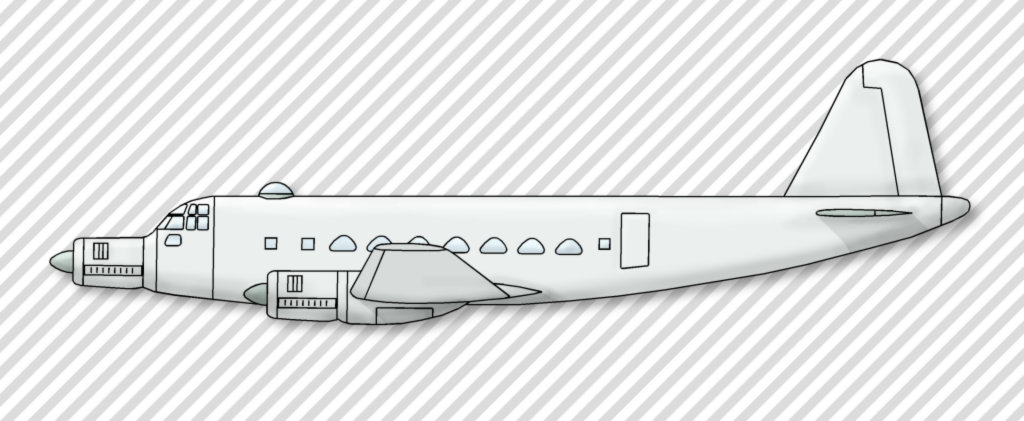
Seitenansicht

| Kenngröße                   | Daten                                                                                         |
| --------------------------- | --------------------------------------------------------------------------------------------- |
| Besatzung                   | 3                                                                                             |
| Länge                       | 24,49 m                                                                                       |
| Spannweite                  | 34,09 m                                                                                       |
| Höhe                        | 6,60 m                                                                                        |
| Flügelfläche                | 122 m²                                                                                        |
| Flügelstreckung             | 9,5                                                                                           |
| Flächenbelastung            | 178 kg/m²                                                                                     |
| Rüstmasse                   | 12.305 kg                                                                                     |
| Nutzlast                    | 5.300 kg                                                                                      |
| Zuladung                    | 9.305 kg                                                                                      |
| Startmasse                  | norm. 21.610 kg max. ca. 24.000 kg                                                            |
| Antrieb                     | drei Zwölfzylinder-V-Motoren Junkers Jumo 211F mit Dreiblatt-Luftschraube                     |
| Startleistung Dauerleistung | je 1.350 PS (993 kW) je 1.060 PS (780 kW)                                                     |
| Höchstgeschwindigkeit       | 430 km/h in 5.900 m Höhe                                                                      |
| Marschgeschwindigkeit       | 330–390 km/h in 4.500 m Höhe                                                                  |
| Landegeschwindigkeit        | 117 km/h                                                                                      |
| Steigleistung               | 245 m/min                                                                                     |
| Dienstgipfelhöhe            | 6.850 m                                                                                       |
| Reichweite                  | 1.500 km mit 5.300 kg Nutzlast max. 4.000 km                                                  |
| Flugdauer                   | ca. 8–12 h                                                                                    |
| Startrollstrecke            | 535 m                                                                                         |
| Landerollstrecke            | 450 m                                                                                         |
| Bewaffnung                  | ein 13-mm-MG 131 in Drehturm EDL 131 auf dem Rumpfrücken zwei 7,92-mm-MG 15 in Seitenfenstern |